# Eleocharis hooperiana
Eleocharis hooperiana är en halvgräsart som beskrevs av D.J.Rosen. Eleocharis hooperiana ingår i släktet småsäv, och familjen halvgräs. Inga underarter finns listade i Catalogue of Life.